# Bykovo (Oblast' di Volgograd)
Bykovo (in lingua russa Быково) è un villaggio operaio (rabočij posëlok) dell'oblast' di Volgograd, in Russia. È Il centro amministrativo del Bykovskij rajon.
Si trova sulla riva sinistra del bacino di Volgograd, 160 km a nord-est di Volgograd.